# Nick Sirianni
Nick Sirianni (* 15. Juni 1981 in Jamestown, New York) ist ein US-amerikanischer American-Football-Trainer. Aktuell ist er der Head Coach der Philadelphia Eagles in der NFL. Davor war er bereits viele Jahre als Assistenztrainer bei verschiedenen anderen Teams aktiv gewesen.

## Frühe Jahre
Sirianni wuchs im Bundesstaat New York auf und besuchte die Southwestern Central High School in West Ellicott, New York. Dort war er in der Footballmannschaft, die von seinem Vater trainiert wurde, als Wide Receiver aktiv. Nach seinem Highschoolabschluss wechselte er an die University of Mount Union in Alliance, Ohio, für die er ebenfalls als Wide Receiver aktiv war. In dieser Zeit konnte er mit seiner Mannschaft drei Meisterschaften in der NCAA Division III feiern und konnte dabei in seinem letzten Jahr 52 Pässe für 998 Yards und 13 Touchdowns fangen. Nach seiner Zeit an der Universität spielte er 2005 kurzzeitig für die Canton Legends in der Atlantic Indoor Football League.

## Karriere als Trainer

### Frühe Assistenzjahre
Sirianni begann seine Karriere als Trainer direkt nach dem Ende seiner Spielerkarriere an seiner Universität als Trainer der Defensive Backs. 2005 konnte er mit seiner Alma Mater erneut die Meisterschaft in der NCAA Division III feiern. Daraufhin wechselte Sirianni an die Indiana University of Pennsylvania, an der er zwischen 2006 und 2008 Trainer der Wide Receiver war.

### Assistenztrainer in der NFL
Über einen Freund bekam er 2009 ein Vorstellungsgespräch beim Cheftrainer der Kansas City Chiefs, Todd Haley. Dort wurde er schließlich zur Saison 2009 der Offensive Quality Control Coach. Dies blieb er auch bis 2011, ehe er vom neuen Cheftrainer Romeo Crennel zum Trainer der Wide Receiver befördert wurde. Nach nur einem Jahr wurde dieser allerdings wieder entlassen und Sirianni wechselte zu den San Diego Chargers, bei denen er erneut Offensive Quality Control Coach wurde. 2014 wurde er schließlich von Head Coach Mike McCoy zum Trainer der Quarterbacks befördert, ehe er 2016 zum Trainer der Wide Receiver wurde. Dies blieb Sirianni auch 2017 trotz des Umzugs des Teams nach Los Angeles und dem Trainerwechsel zu Anthony Lynn als neuem Cheftrainer. 2018 nahm er schließlich ein Angebot der Indianapolis Colts an, Offensive Coordinator des Teams unter dem neuen Head Coach Frank Reich zu werden. Reich war 2013 Trainer der Quarterbacks sowie 2014 und 2015 Offensive Coordinator der Chargers gewesen, sodass sich Sirianni und Reich daher kannten. In den folgenden drei Jahren konnten die Colts dreimal die Playoffs erreichen.

### Head Coach der Philadelphia Eagles
Am 24. Januar 2021 wurde Sirianni als neuer Cheftrainer der Philadelphia Eagles vorgestellt. Er trat die Nachfolge von Doug Pederson an, der nach fünf Jahren mit einem Super-Bowl-Sieg von den Eagles entlassen worden war. Zwar konnten die Eagles direkt das erste Saisonspiel mit 32:6 gegen die Atlanta Falcons gewinnen, in den nächsten Spielen konnten sie allerdings nicht überzeugen, so konnten sie nur zwei der ersten sieben Spiele gewinnen. Es gelang Sirianni allerdings, noch die Wende mit seinem Team zu schaffen, sodass die Eagles am Ende der Saison mit 9 Siegen und 8 Niederlagen nach einjähriger Abstinenz die Playoffs erreichen konnten. Dort trafen sie in der ersten Runde auf den amtierenden Super-Bowl-Sieger, die Tampa Bay Buccaneers, gegen die sie das Spiel mit 15:31 verloren und somit direkt ausschieden. Allerdings wurde Sirianni zum erst dritten Head Coach der Eagles nach Ray Rhodes 1995 und Chip Kelly 2013, der in seiner ersten Saison bei den Eagles direkt die Playoffs erreichte, und er war der einzige der vor der Saison 2021 neu eingestellten Cheftrainer, der mit seinem Team die Playoffs erreichen konnte.
In die Saison 2022 starteten die Eagles äußerst erfolgreich, so konnten die ersten acht Saisonspiele allesamt gewonnen werden. Mit insgesamt 14 Siegen bei nur drei Niederlagen schafften es die Eagles sich als Sieger der NFC East für die Playoffs zu qualifizieren. Nachdem sie in der ersten Woche spielfrei hatten, besiegten sie die New York Giants in der Divisional Round sowie die San Francisco 49ers im NFC Championship Game. Daraufhin trafen sie in Super Bowl LVII auf die Kansas City Chiefs, den sie jedoch mit 35:38 verloren.

## Privates
Sirianni war als Kind Fan der Buffalo Bills. Er entstammt einer Familie von Footballtrainern. Sein Vater Fran war selbst 45 Jahre lang Highschool-Footballtrainer, unter anderem an Siriannis High School, als er dort aktiv war. Sein Bruder Jay folgte seinem Vater und war ebenfalls Head Coach der Southwestern Central High School, während sein Bruder Mike aktueller Head Coach des Washington & Jefferson College in der NCAA Division III ist. Nick Sirianni ist verheiratet und hat drei Kinder.

## Karrierestatistiken
| Team                               | Saison | Regular Season | Regular Season | Regular Season | Regular Season | Regular Season     | Postseason | Postseason  | Postseason | Postseason                                                     |
| Team                               | Saison | Siege          | Niederlagen    | Unterschiede   | Siege %        | Platzierung        | Siege      | Niederlagen | Siege %    | Ergebnis                                                       |
| ---------------------------------- | ------ | -------------- | -------------- | -------------- | -------------- | ------------------ | ---------- | ----------- | ---------- | -------------------------------------------------------------- |
| Eagles                             | 2021   | 9              | 8              | 0              | 52,9 %         | 2. in der NFC East | 0          | 1           | 0,0 %      | Niederlage gegen die Tampa Bay Buccaneers im NFC Wildcard Game |
| Eagles                             | 2022   | 14             | 3              | 0              | 82,4 %         | 1. in der NFC East | 2          | 1           | 66,7 %     | Niederlage gegen die Kansas City Chiefs im Super Bowl LVII     |
| Eagles                             | 2023   | 11             | 6              | 0              | 64,7 %         | 2. in der NFC East | 0          | 1           | 0,0 %      | Niederlage gegen die Tampa Bay Buccaneers im NFC Wildcard Game |
| Gesamt                             | Gesamt | 34             | 17             | 0              | 66,7 %         |                    | 2          | 3           | 40,0 %     |                                                                |
| Quelle: pro-football-reference.com |        |                |                |                |                |                    |            |             |            |                                                                |